# Acropora pharaonis
Acropora pharaonis е вид корал от семейство Acroporidae. Възникнал е преди около 0,13 млн. години по времето на периода кватернер. Видът е световно застрашен, със статут Уязвим.

## Разпространение
Разпространен е в Американска Самоа, Бахрейн, Британска индоокеанска територия, Джибути, Египет, Еритрея, Йемен, Израел, Индия, Йордания, Ирак, Иран, Катар, Кения, Кокосови острови, Коморски острови, Кувейт, Мавриций, Мадагаскар, Майот, Малдиви, Мозамбик, Нова Каледония, Обединени арабски емирства, Оман, Пакистан, Реюнион, Самоа, Саудитска Арабия, Сейшели, Сомалия, Судан, Танзания, Фиджи и Шри Ланка.

## Описание
Популацията на вида е намаляваща.